# Ronde van Vlaanderen 1976
De 60ste editie van de Ronde van Vlaanderen werd verreden op 4 april 1976 over een afstand van 261 km van Gent naar Meerbeke. De gemiddelde uursnelheid van de winnaar was 42,234 km/h. Van de 168 vertrekkers bereikten er 44 de aankomst.

## Koersverloop
Voor de eerste keer werd de Koppenberg in het traject opgenomen. In de laatste kilometer was er een kopgroep van vijf renners waaruit de Italiaan Francesco Moser, Marc Demeyer en Walter Planckaert wegsprongen. Zij lieten hun medevluchters Roger De Vlaeminck en Freddy Maertens achter. Maertens had met Marc Demeyer als enige een knecht in die kopgroep, en had dus numeriek overwicht; maar Maertens en De Vlaeminck rivaliseerden dusdanig, dat ze zich liever lieten zakken uit de kopgroep dan dat de ander zou winnen. Demeyer trok de sprint aan met Planckaert in zijn wiel. Net voor de lijn passeerden Planckaert en Moser Demeyer die derde werd.

## Hellingen
| - Oude Kwaremont - Oude Kruisens - Koppenberg | - Taaienberg - Eikenberg - Volkegemberg | - Varent - Muur - Bosberg |

## Uitslag
| Rang | Renner             | Land   | Ploeg             | Tijd     |
| ---- | ------------------ | ------ | ----------------- | -------- |
| 1    | Walter Planckaert  | België | Maes-Rokado       | 6h10'00" |
| 2    | Francesco Moser    | Italië | Sanson            | z.t.     |
| 3    | Marc Demeyer       | België | Flandria-Velda    | z.t.     |
| 4    | Roger De Vlaeminck | België | Brooklyn          | op 16"   |
| 5    | Freddy Maertens    | België | Flandria-Velda    | z.t.     |
| 6    | Willy Teirlinck    | België | Gitane-Campagnolo | op 22"   |
| 7    | Eric Leman         | België | Zoppas-Splendor   | z.t.     |
| 8    | Walter Godefroot   | België | IJsboerke-Colnago | z.t.     |
| 9    | Frans Verbeeck     | België | IJsboerke-Colnago | z.t.     |
| 10   | André Dierickx     | België | Maes-Rokado       | z.t.     |

1913 · 
1914 · 
1915 · 
1916 · 
1917 · 
1918 · 
1919 · 
1920 · 
1921 · 
1922 · 
1923 · 
1924 · 
1925 · 
1926 · 
1927 · 
1928 · 
1929 · 
1930 · 
1931 · 
1932 · 
1933 · 
1934 · 
1935 · 
1936 · 
1937 · 
1938 · 
1939 · 
1940 · 
1941 · 
1942 · 
1943 · 
1944 · 
1945 · 
1946 · 
1947 · 
1948 · 
1949 · 
1950 · 
1951 · 
1952 · 
1953 · 
1954 · 
1955 · 
1956 · 
1957 · 
1958 · 
1959 · 
1960 · 
1961 · 
1962 · 
1963 · 
1964 · 
1965 · 
1966 · 
1967 · 
1968 · 
1969 · 
1970 · 
1971 · 
1972 · 
1973 · 
1974 · 
1975 · 
1976 · 
1977 · 
1978 · 
1979 · 
1980 · 
1981 · 
1982 · 
1983 · 
1984 · 
1985 · 
1986 · 
1987 · 
1988 · 
1989 · 
1990 · 
1991 · 
1992 · 
1993 · 
1994 · 
1995 · 
1996 · 
1997 · 
1998 · 
1999 · 
2000 · 
2001 · 
2002 · 
2003 · 
2004 · 
2005 · 
2006 · 
2007 · 
2008 · 
2009 · 
2010 · 
2011 · 
2012 · 
2013 · 
2014 · 
2015 · 
2016 · 
2017 · 
2018 · 
2019 · 
2020 · 
2021 · 
2022 · 
2023 · 
2024
Lijst van beklimmingen